# Мухаммеджан Касимов
Мухаммеджан Касимов (тадж. Муҳаммадҷон Қосимов; 1907, Ріштан, Кокандський повіт, Ферганська область, Російська імперія — 1971, Душанбе, Таджицька РСР, СРСР) — радянський, таджицький актор театру і кіно, театральний режисер. Народний артист СРСР (1941).

## Біографія
Мухаммеджан Касимов народився 9 травня 1907 року в кішлаку Ріштан (нині місто у Ферганській області Узбекистану).
Навчався у Кокандському педагогічному технікумі та Середньоазіатському кооперативному технікумі в Ташкенті (закінчив у 1928 році). Під час навчання брав участь у мистецькій самодіяльності. Після закінчення навчання повернувся до Ріштану, працював секретарем сільської Ради, у райвиконкомі, райспоживспілці.
У виборі професії великий вплив надав виступ пересувної театральної трупи Хамзи Хакімзаде Ніязі в середині 1920-х років у Ріштані.
З 1931 року — в трупі Таджицького театру драми ім. А. Лахуті (Сталінабад, нині Душанбе), до кінця життя грав на сцені цього театру.
Своїм першим наставником вважав керівника Таджицького театру драми ім. А. Лахуті 1930-х років Хоміда Махмудова.
Займався режисерською діяльністю.
Знімався у кіно. З 1939 року брав участь у дубляжі художніх фільмів таджицькою мовою.
Член Спілки кінематографістів Таджицької РСР (1961).
Учасник першої Декади таджицького мистецтва у Москві (1941).
Автор п'єс: «Тахмос Ходжентський» (разом з С. Саїдмурадовим, 1943), «Дорога щастя» (разом з Д. Ікрамі, 1949), «Розумному натяк, поганому палицю» (1965).
Член КПРС з 1948 року.
Мухаммеджан Касимов пішов із життя 5 липня (за іншими джерелами — 7 липня) 1971 року в Душанбе. Похований на цвинтарі «Сарі Осійо».

## Звання та нагороди
- Заслужений артист Таджицької РСР (1939)
- Народний артист СРСР (1941)
- Два ордени Леніна (1941, 1957)
- Два ордени Трудового Червоного Прапора (1949, 1954)
- Медаль «За доблесну працю у Великій Вітчизняній війні 1941—1945 рр.» (1946)
- Три Почесні грамоти Верховної Ради Таджикської РСР (1955, 1957, 1957)

## Творчість

### Ролі у театрі

#### Таджицький театр драми ім. Лахуті
- «Два комуністи» К. Яшена — Арслан
- «Оташмезанем» К. Яшена — Сарімсок
- «Донька пастуха» Валидова — Ҳайдарбек
- «Платон Кречет» Олександра Корнійчука — Берест
- 1937 — «Підступність і кохання» Фрідріха Шиллера — Міллер
- 1939 — «Отелло» Вільяма Шекспіра — Отелло
- 1941 — «Краснопалочники» Сатима Улуг-заде — Рахімбек
- 1942 — «Овече джерело» Л. де Вегі — Менго
- 1946, 1952 — «Ревізор» Миколи Гоголя — Городничий
- 1947 — «Переможці» Бориса Чирскова — генерал Муравйов
- 1949 — «Честь сім'ї» Гусейна Мухтарова — Аллан
- 1949 — «Алішер Навої» Уйгуна та Іззата Султанова — Хусайн Бойкаро
- 1950 — «Шодіона» М. Закірова — Карімов
- 1952 — «Подарунок за радісну звістку» М. Закірова
- 1953 — «Повість про Тарифходжаєва» Абдусалома Дехоті та Бокі Рахім-заде — Тариф-ходжаїв
- 1953 — «Сӯзанні шоҳӣ» Абдулли Каххара — Мавлон
- 1954, 1957 — «Дохунда» Джалала Ікрамі — Колесников
- 1957 — «Бай і батрак» Хамзи — Саліх-бай
- 1957 — «Король Лір» Вільяма Шекспіра — Лір
- 1964 — «Чуріят» Г. Абдулло — Мадамінбек
- 1968 — «Легенда» за мотивами оповідань Максима Горького — Амір Темур[4].

#### Російський драматичний театр ім. В. Маяковського (Душанбе)
- «Людина зі рушницею» Миколи Погодіна — Сталін
- «Кремлівські куранти» Миколи Погодіна — Сталін
- «Незабутній 1919-й» Всеволода Вишневського — Сталін

### Постановки
- «У вогні» Сатим Улуг-заде (разом з Х. Рахматулаєвим)
- «Голос Америки» Бориса Лавреньова (разом з А. Рахімовим)
- 1963 — " Отелло " Вільяма Шекспіра

### Фільмографія
- 1940 — На дальній заставі
- 1942 — Син Таджикистану — Гафіз
- 1953 — Застава в горах — Ісмаїл-бек
- 1956 — Авіценна — Майманді
- 1956 — Дохунда — Азім-шах бай
- 1957 — Мій друг Наврузов — Тупалангов
- 1958 — Висока посада — Бобоніяз
- 1958 — По путівці Леніна — робітник
- 1959 — Насреддін у Ходженті, або Зачарований принц — хан Ходжента
- 1959 — Доля поета — Сахль бен Мансур
- 1961 — Прапор коваля — Кова
- 1962 — Тиші не буде — Мухаммеджан Курбанов
- 1965 — Перекличка — голова виконкому
- 1965 — Хасан Арбакеш — дядько
- 1967 — Під попелом—вогонь — Карімов
- 1968 — Як повеліває серце — Саїдов
- 1971 — Сказання про Рустама — Заль

## Пам'ять
- У 1973 році вийшов документальний фільм про життя та творчість актора «Мухамеджан Касимов» (режисер М. Муллоджанов).